# Receptors d'estrogen
Els receptor d'estrogen són un grup de proteïnes que es troben en l'interior cel·lular que són activats per la molècula d'estrògen. Són membres de la superfamília de receptors nuclears (es troben en la membrana del nucli cel·lular), això inclou receptors que medien els efectes d'hormones esteroides, hornomes de la tiroides, retinoides i vitamina D com també alguns altres receptors. Hi ha un altre tipus de receptors d'estrògen que són els de la membrana cel·lular, solen estar acoblats a la proteïna G.
Tant en ratolins, rates i humans, el receptor d'estrogen (RE) es troba en dos subtipus, RE-α i RE-β. La diferència entre els dos seria la part C-terminal on s'uneix el lligand i la part N-terminal que activa la resposta a la cèl·lula.
Hi ha diferents lligands per aquests receptors, com poden ser l'estrogen o per exemple una micotoxina anomenada zearalenona, hi ha altres casos de molècules que poden interaccionar amb aquest receptor que no siuin el propi estrogen. Aquesta interacció amb zearalenona tindrà efectes sobre la cèl·lula, entre els quals l'augment de la probablitat de ser una cèl·lula carcinogènica.

## Paper en malalties
Aquests receptors s'han estudiat pel seu paper en el control de l'expressió de gens involucrats en processos cel·lulars vitals com la proliferació, apoptosis i diferenciació. Atès que diferents funcions dels receptors poden produir la desregulació de vies metabòliques cel·lulars, pot induir a diferents malalties que depenen de la relació amb hormones, per exemple càncer de mama, càncer d'endometri i càncer ovàric; també tindria un rol important en malalties neurodegeneratives, cardiovasculars i osteoporosis.

### Càncer
Aquests receptors es troben sobre-expressats en el 70% dels càncers de mama. Això es pot donar per dos factors,
- Primer que la unió de l'estrògen a la membrana estimuli la proliferació de les cèl·lules de la mama i resulti en un augment de la divisió cel·lular i replicació de DNA que pugui portar a mutacions i, per tant, donar lloc a una cèl·lula cancerosa.
- També pot estar relacionat amb la produccicó de productes genotòxics.

S'ha observat que la zearalenona pot modular la capacitat invasiva de cèl·lules de càncer de pròstata segons l'expressió del receptor d'estrogen α.

## Paper protector
Els receptors d'estrògen i aquest mateix estrògen tenen un paper important en la protecció del sistema cardíac incloent reparació de l'endoteli i angina de pit. També s'han descrit diferents efectes en la funció immunològica del sistema de macròfags i monòcits pel que fa el paper en la producció de citocines.